# Wulfila scopulatus
Wulfila scopulatus är en spindelart som beskrevs av Simon 1897. Wulfila scopulatus ingår i släktet Wulfila och familjen spökspindlar. Inga underarter finns listade i Catalogue of Life.